# Kathy Castor
Katherine Anne "Kathy" Castor, född 20 augusti 1966 i Miami, Florida, är en amerikansk demokratisk politiker. Hon representerar delstaten Floridas elfte distrikt i USA:s representanthus sedan 1997.
Castor avlade 1988 grundexamen vid Emory University. Hon avlade sedan 1991 juristexamen vid Florida State University.
Kongressledamoten Jim Davis kandiderade inte till omval i kongressvalet i USA 2006. Castor vann valet och efterträdde Davis i representanthuset i januari 2007.
Castor är presbyterian. Hon och maken William Lewis har två barn.